# Максиміліан Фельцманн
Максиміліан Фельцманн (нім. Maximilian Felzmann; нар. 22 квітня 1894, Цвіттау — пом. 8 червня 1962, Зеефельд-ін-Тіроль) — австрійський та німецький воєначальник часів Третього Рейху, генерал артилерії Вермахта (1945). Кавалер Лицарського хреста Залізного хреста з дубовим листям (1944). Учасник Першої та Другої світових війн. Проходив службу в артилерійських частинах австро-угорської армії, бився на Східному та Італійському фронтах Першої світової війни. У післявоєнний час продовжував службу в артилерійських частинах Австрійської республіки. Після аншлюсу перейшов на службу до вермахта. Командував різними формуваннями артилерії, піхотними та танковими з'єднаннями й об'єднаннями на фронтах Другої світової війни.

## Біографія
Військова кар'єра
- 18 серпня 1913 — фенрих
- 1 серпня 1914 — лейтенант
- 1 лютого 1916 — оберлейтенант
- 1 січня 1921 — гауптман
- 26 серпня 1930 — майор
- 20 квітня 1939 — оберстлейтенант
- 1 лютого 1941 — оберст
- 1 червня 1943 — генерал-майор
- 1 грудня 1943 — генерал-лейтенант
- 1 січня 1945 — генерал артилерії

Максиміліан Фельцманн народився 22 квітня 1894 року у місті Цвіттау в австро-угорській провінції Моравія. У серпні 1913 року поступив на військову службу до австро-угорської армії, служив фенрихом (кандидатом в офіцери) у 5-му фортечному артилерійському дивізіоні в Тріенті. Перед початком Першої світової війни отримав звання лейтенанта.
У 1914 році воював на Східному фронті, бився в Галичині, у Карпатах. Брав участь у боях на Сході, на Італійському театрі війни. З лютого 1916 року командир важкої гаубичної батареї. До кінця війни командував артилерійськими підрозділами, був полковим ад'ютантом, війну закінчив у 9-му полку важкої артилерії. Нагороджений австро-угорськими орденами та медалями.
У післявоєнний час продовжував службу в артилерійських частинах Австрійської республіки. З приєднанням країни до Третього Рейху перейшов на службу у Вермахт. Командував різними формуваннями артилерії.
На початок Другої світової війни командир 251-го артилерійського полку 251-ї піхотної дивізії.
М. Фельцманн очолював дивізійну артилерію під час ведення бойових дій 251-ю дивізією у Французькій кампанії, бився в Бельгії, на півночі Франції. З 22 червня 1941 року брав участь у вторгненні Вермахту до Радянського Союзу, діяв на північному фланзі війни, бої в Балтійських країнах, під Невелем, Великими Луками. Осінню артилерійський полк М.Фельцманна утримував позиції на лівому фланзі XXIII корпусу під Торопцем.
З грудня 1941 року він боровся за утримання позицій під Ржевом і керував артилерією до березня 1943 року, підтримуючи дії піхоти, що відбивала чисельні спроби радянських військ прорвати німецьку оборону.
З березня 1943 року оберст М.Фельцманн очолив рідну 251-у піхотну дивізію, вів оборонні бої на ржевському виступі. Весною та літом 1943 року утримував оборону під Севськом.
28 листопада 1943 року за вміле керівництво військами, стійкість та відвагу удостоєний Лицарського хреста Залізного хреста.
Наприкінці 1943 року генерал-майор М.Фельцманн очолив корпусну групу «E», створену шляхом об'єднання розгромлених на смоленському напрямку 86-ї, 137-ї та 251-ї піхотних дивізій групи армій «Центр».
1 грудня 1943 року підвищений у генерал-лейтенанти.
Очолював корпусну групу «E» до серпня 1944 року, вів бої на білоруському напрямку, під Гомелем. 29 серпня року призначений командиром 46-го танкового корпусу, на чолі якого бився в районі Варшави. З жовтня 1944 року — командир 27-го армійського корпусу у Східній Пруссії.
3 листопада 1944 року за заслуги в боях на Східному фронті удостоєний Лицарського хреста з дубовим листям.
1 січня 1945 року М. Фельцманн підвищений у званні в генерали артилерії. 15 квітня 1945 року очолив 5-й військовий округ, у травні взятий у полон американськими військами. До червня 1947 року в полоні, потім звільнений.

## Нагороди
- Медаль «За військові заслуги» (Австро-Угорщина) з мечами
  - бронзова (23 березня 1915)
  - срібна (30 жовтня 1915)
- Військовий Хрест Карла (1 жовтня 1917)
- Хрест «За військові заслуги» (Австро-Угорщина) 3-го класу з військовою відзнакою і мечами (12 грудня 1917)
- Пам'ятна військова медаль (Австрія) з мечами
- Почесний знак «За заслуги перед Австрійською Республікою», золотий знак (травень 1930)
- Хрест «За вислугу років» (Австрія) 2-го класу для офіцерів (25 років)
- Почесний хрест ветерана війни з мечами
- Медаль «За вислугу років у Вермахті» 4-го, 3-го, 2-го і 1-го класу (25 років)

- Залізний хрест
  - 2-го класу (18 травня 1940)
  - 1-го класу (27 липня 1940)
- Німецький хрест в золоті (29 січня 1942)
- Медаль «За зимову кампанію на Сході 1941/42» (16 липня 1942)
- Відзначений у Вермахтберіхті (29 жовтня 1943)
- Лицарський хрест Залізного хреста з дубовим листям
  - Хрест (№ 2 365; 28 листопада 1943) — як генерал-майор і командир 251-ї піхотної дивізії.
  - Дубове листя (№ 643; 3 листопада 1944) — як генерал-лейтенант і командир 27-го армійського корпусу.